# Katie Hobbs

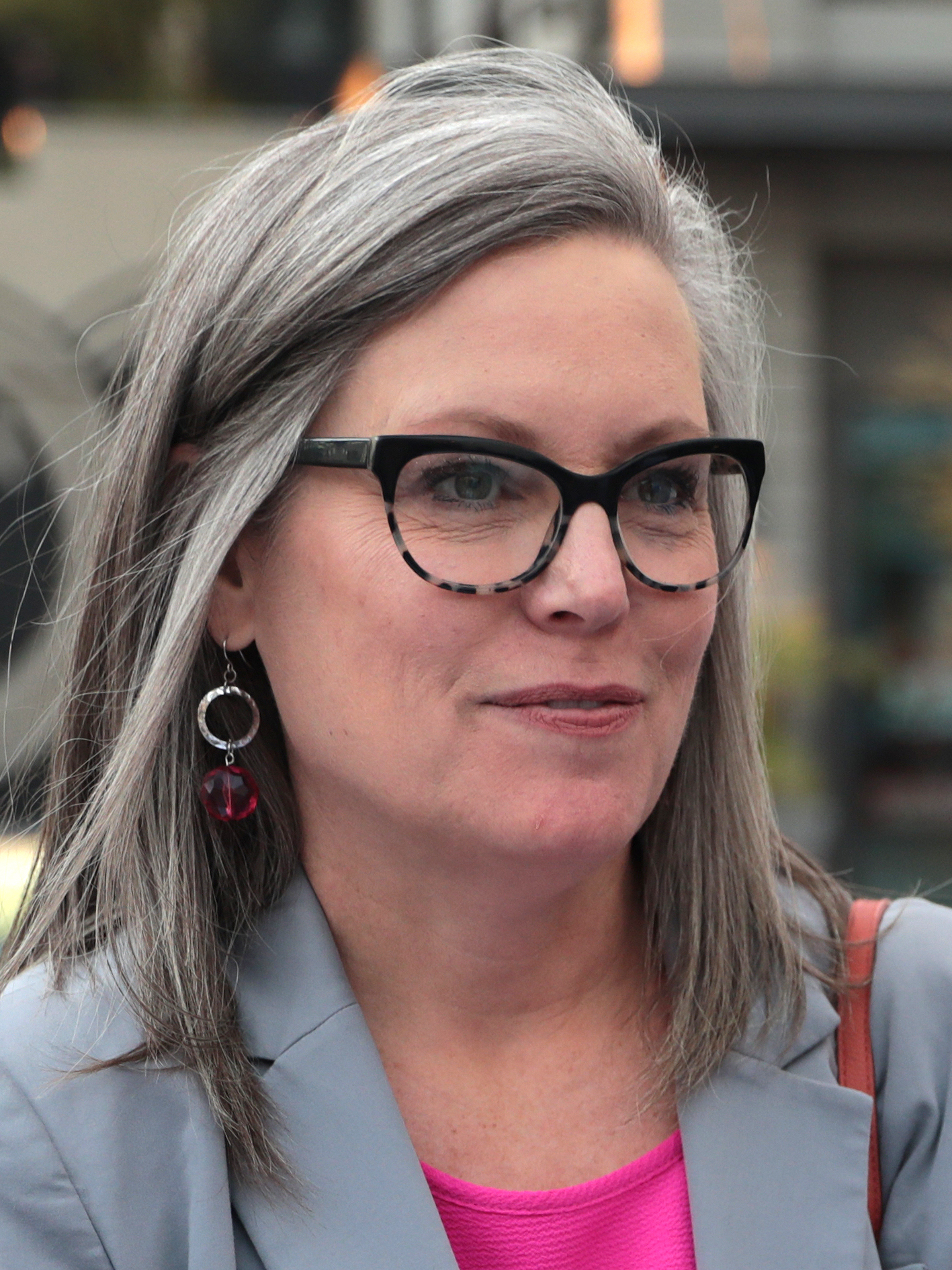
Katie Hobbs (2022)

Kathleen Marie Hobbs (* 28. Dezember 1969 in Phoenix, Arizona) ist eine US-amerikanische Politikerin der Demokratischen Partei. Sie ist seit dem 2. Januar 2023 Gouverneurin von Arizona.

## Leben
Nach ihrem Highschool-Abschluss an der Seton Catholic High School in Chandler, Arizona 1988 studierte Hobbs Sozialarbeit an der Northern Arizona University. Nach ihrem Bachelor 1992 erwarb sie 1995 einen Master in Sozialarbeit an der Arizona State University. Seit 1992 war Hobbs als Sozialarbeiterin tätig. Eine Kollegin brachte sie dazu, im Jahr 2004 ein Trainingsprogramm zu absolvieren, das Demokratischen Frauen hilft, sich für politische Ämter zu bewerben.
Seit dem 3. Januar 2011 war Hobbs gewählte Abgeordnete im Repräsentantenhaus von Arizona, bis sie nach einem weiteren Wahlsieg am 7. Januar 2013 einen Sitz im Senat von Arizona übernahm. Dort war sie ab Januar 2015 Minority Leader, bevor sie am 7. Januar 2019 Secretary of State of Arizona wurde. Sie kandidierte bei den Gouverneurswahlen in den Vereinigten Staaten 2022 gegen Kari Lake und gewann die Wahl. Am 2. Januar 2023 trat sie ihr Amt als Gouverneurin als Nachfolgerin von Doug Ducey an.